# Sân bay quốc tế Corumbá
Sân bay quốc tế Corumbá (IATA: CMG, ICAO: SBCR) là một sân bay ở đô thị Corumbá, bang Mato Grosso do Sul, Brasil. Đây là sân bay quan trọng thứ hai của Mato Grosso do Sul, cùng với Sân bay khu vực Dourados, chỉ sau Sân bay quốc tế Campo Grande.
Đây là một trong những sân bay được xây sớm nhất ở Brasil, diện tích 290 ha, cách trung tâm thành phố 3 km.
Năm 1999 sân bay đã được mở rộng phần nhà ga từ 1.600 m² lên 2.400m², đường băng được mở thêm từ 1.660 x 30 lên 2.000 x 45 m. 

## Các hãng hàng không
- BRA
- Gensa (chỉ bay bằng máy bay thuê)
- TAM